# ناحیه ترا لین
ناحیه ترا لین (به لاتین: Trà Lĩnh District) یک منطقهٔ مسکونی در ویتنام است که در شمال شرقی ویتنام واقع شده‌است.

## خصوصیات
ناحیه ترا لین ۳۸۶ کیلومترمربع مساحت و ۱۶۶٬۵۴۶ نفر جمعیت دارد.